# Episodi di Harry O (prima stagione)
La prima stagione della serie televisiva Harry O è stata trasmessa in anteprima negli Stati Uniti d'America dalla ABC tra il 12 settembre 1974 e il 2 marzo 1975.
| nº | Titolo originale               | Titolo italiano | Prima TV USA      | Prima TV Italia |
| -- | ------------------------------ | --------------- | ----------------- | --------------- |
| 1  | Gertrude                       |                 | 12 settembre 1974 |                 |
| 2  | The Admiral's Lady             |                 | 19 settembre 1974 |                 |
| 3  | Guardian at the Gates          |                 | 26 settembre 1974 |                 |
| 4  | Mortal Sin                     |                 | 3 ottobre 1974    |                 |
| 5  | Coinage of the Realm           |                 | 10 ottobre 1974   |                 |
| 6  | Eyewitness                     |                 | 17 ottobre 1974   |                 |
| 7  | Shadows at Noon                |                 | 24 ottobre 1974   |                 |
| 8  | Ballinger's Choice             |                 | 31 ottobre 1974   |                 |
| 9  | Second Sight                   |                 | 7 novembre 1974   |                 |
| 10 | Material Witness               |                 | 14 novembre 1974  |                 |
| 11 | Forty Reasons to Kill (Part 1) |                 | 5 dicembre 1974   |                 |
| 12 | Forty Reasons to Kill (Part 2) |                 | 12 dicembre 1974  |                 |
| 13 | Accounts Balanced              |                 | 26 dicembre 1974  |                 |
| 14 | The Last Heir                  |                 | 9 gennaio 1975    |                 |
| 15 | For the Love of Money          |                 | 16 gennaio 1975   |                 |
| 16 | The Confetti People            |                 | 23 gennaio 1975   |                 |
| 17 | Sound of Trumpets              |                 | 30 gennaio 1975   |                 |
| 18 | Silent Kill                    |                 | 6 febbraio 1975   |                 |
| 19 | Double Jeopardy                |                 | 13 febbraio 1975  |                 |
| 20 | Lester                         |                 | 20 febbraio 1975  |                 |
| 21 | Elegy for a Cop                |                 | 27 febbraio 1975  |                 |
| 22 | Street Games                   |                 | 2 marzo 1975      |                 |